# Armée du Nord (révolution belge)

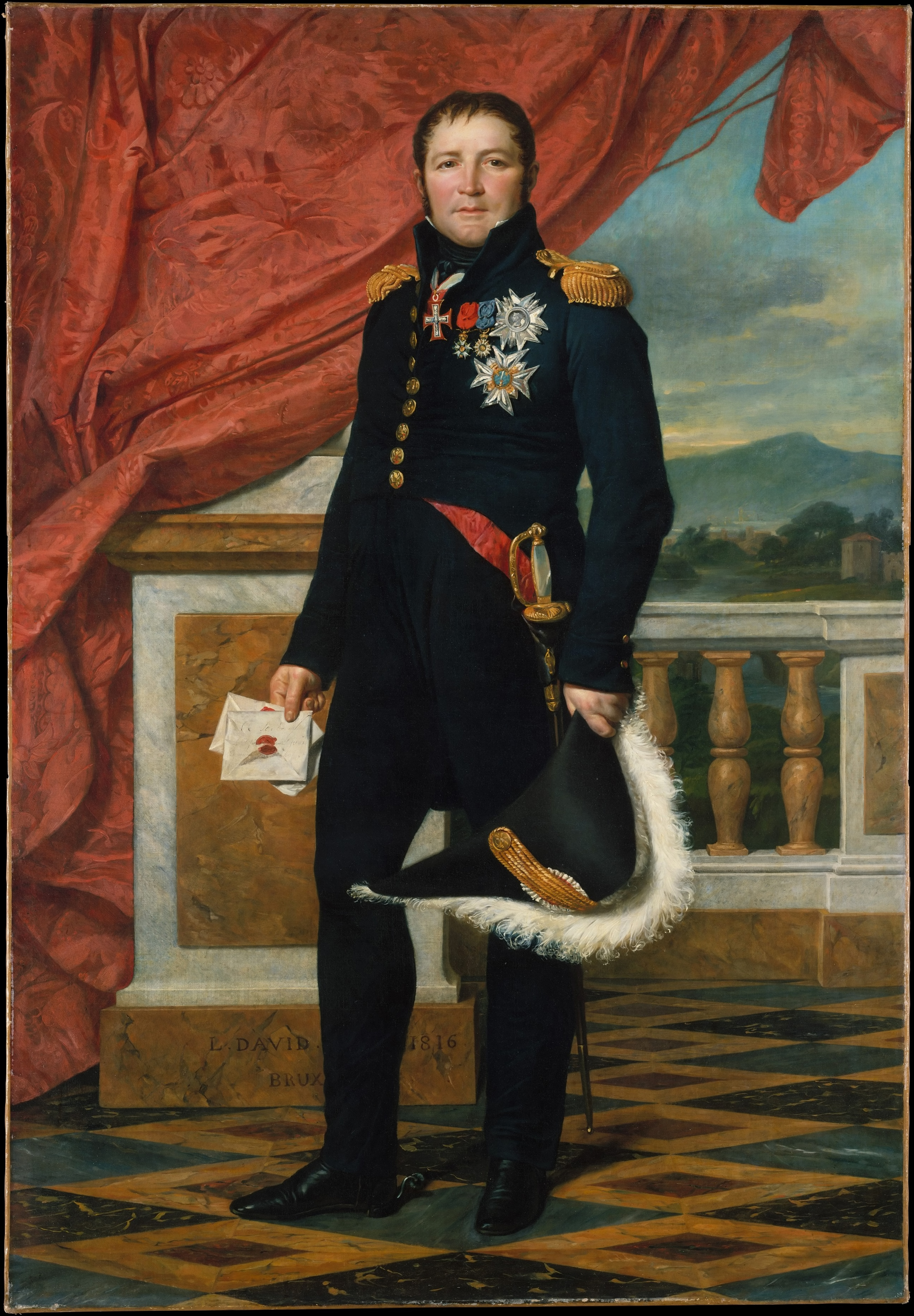
Le maréchal Étienne Maurice Gérard

 (décembre 2019).
Si vous disposez d'ouvrages ou d'articles de référence ou si vous connaissez des sites web de qualité traitant du thème abordé ici, merci de compléter l'article en donnant les références utiles à sa vérifiabilité et en les liant à la section « Notes et références ».
Pour les articles homonymes, voir Armée du Nord.
L'armée du Nord est un corps expéditionnaire envoyé par la France durant la guerre belgo-néerlandaise, faisant suite à la révolution belge, et commandé par le maréchal Étienne Maurice Gérard.

## Historique
La révolution belge de 1830 conduit à la scission des huit provinces du Sud du royaume uni des Pays-Bas et à l'indépendance de la Belgique, proclamée par le gouvernement provisoire le 4 octobre 1830 et entrainant la guerre belgo-néerlandaise. Si les révolutionnaires parviennent à expulser les troupes de Bruxelles dès septembre, plusieurs garnisons sont maintenues dans différentes forteresses, notamment dans celle d'Anvers, de Maastricht ou de Venlo. 
Le 4 novembre 1830, les grandes puissances européennes, dont les Pays-Bas, se regroupent lors de la conférence de Londres afin de débattre des suites à donner à la création du nouveau royaume. Elles commencent par imposer un armistice puis reconnaissent l'indépendance de la Belgique le 20 décembre 1830, proclame sa neutralité et son inviolabilité perpétuelle le 20 janvier 1831, puis proposent le traité des XVIII articles, déterminant notamment les frontières de la Belgique mais qui sera rejeté par le roi des Pays-Bas, Guillaume Ier. Celui-ci vit la sécession belge comme un échec personnel et lorsqu’il apprend l'élection de Léopold de Saxe-Cobourg comme roi des Belges, il prend la décision d'envahir la Belgique le 2 août 1831.
Le 8 août 1831, le roi Léopold Ier, à peine intronisé, demande l'aide de la France qui, avec l'Angleterre, s'était portée garante de l'indépendance belge . L’Armée du Nord française, commandée par le maréchal Étienne Maurice Gérard, passe la frontière le jour suivant. 

### Campagne des Dix-Jours (1831)
Le roi des Pays-Bas ne peut pas compter sur l'aide de la Prusse et de la Russie, dérangées par la révolution belge qui était une atteinte au traité de Vienne. Le roi de Prusse manque de moyens pour s'engager loin à l'ouest de son territoire et les troupes du Tsar sont retenues par la révolte polonaise. L'armée des Pays-Bas est donc laissée à elle-même face aux Français qui montent du sud, bien qu'ayant reçu l'ordre de ne pas provoquer le combat, et des volontaires belges, venant du nord.
Se sentant pris entre deux adversaires, les Néerlandais évacuent toutes leurs positions en Belgique à l'exception de la citadelle d'Anvers.

### Siège de la citadelle d'Anvers (1832)

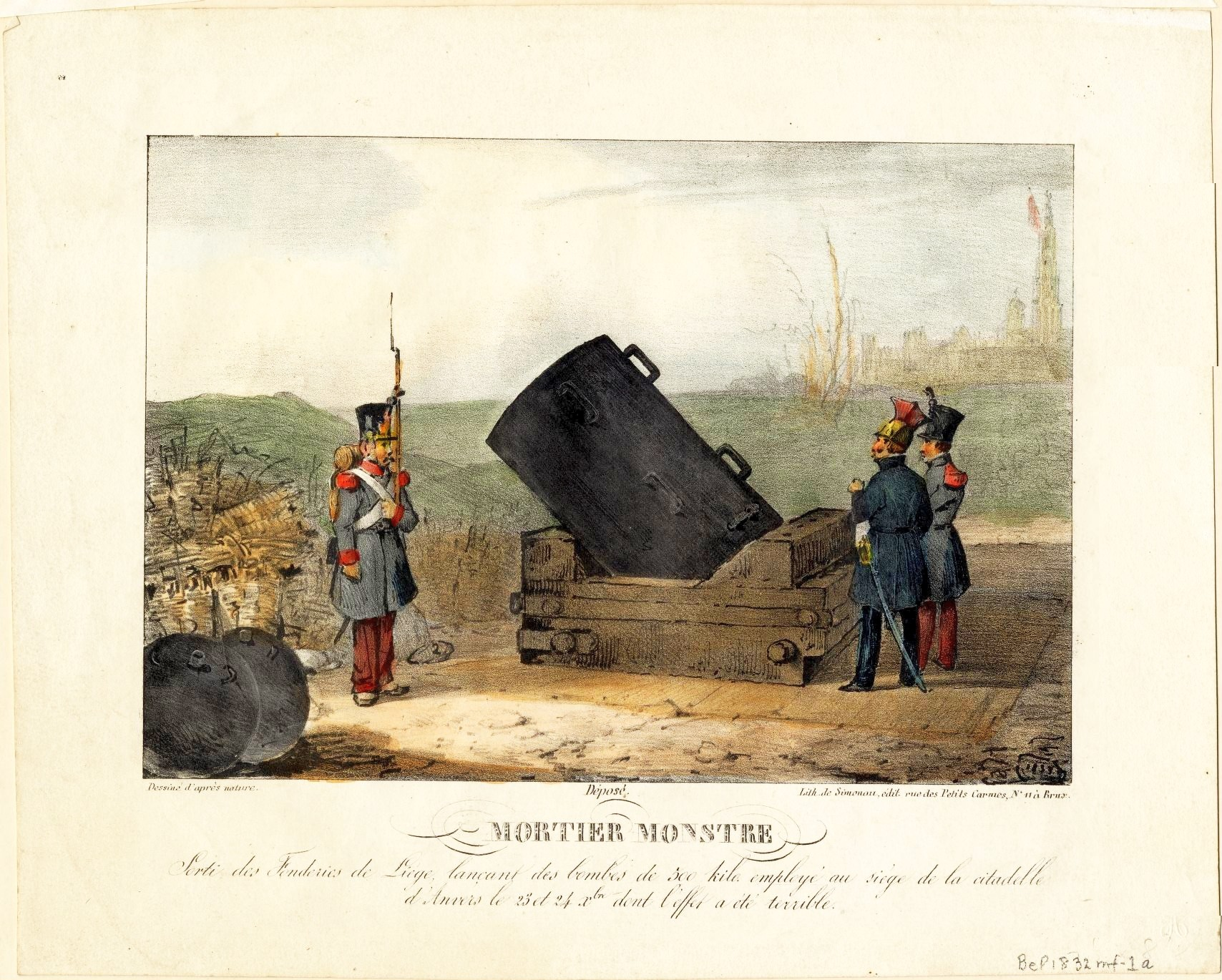
Mortier de gros calibre utilisé à Anvers.

Les Néerlandais laissent une garnison dans la citadelle d'Anvers, entraînant le siège de celle-ci par l'Armée du Nord le 15 novembre 1832. Le général néerlandais David Chassé, un ancien militaire de Napoléon, bombarde la ville d'Anvers à boulets rouges, mettant le feu aux maisons et faisant de nombreuses victimes dans la population civile. Le général français François Haxo, commandant le génie, emploie pour la première fois, de manière massive, les mortiers dont les tirs paraboliques se révèlent très efficaces.
Les Néerlandais capitulent le 23 décembre, au bout de 24 jours de siège.

## Composition
Avant-garde, commandée par le duc d'Orléans :
- 20e régiment d'infanterie légère
- 1er régiment de hussards
- 1er régiment de lanciers

Quatre divisions d'infanterie :
- 1re division d'infanterie, commandée par le général Tiburce Sébastiani :
a/ Brigade Harlet :
- 11e régiment d'infanterie légère
- 5e régiment d'infanterie de ligne

b/ Brigade de Rumigny :
- 8e régiment d'infanterie de ligne
- 19e régiment d'infanterie de ligne

- 2e division d'infanterie, commandée par le général Achard :
a/ Brigade Castellane :
- 8e régiment d'infanterie légère
- 12e régiment d'infanterie de ligne

b/ Brigade Voirol :
- 22e régiment d'infanterie de ligne
- 39e régiment d'infanterie de ligne

- 3e division d'infanterie, commandée par le général Jamin :
a/ Brigade Zœpfel :
- 19e régiment d'infanterie légère
- 18e régiment d'infanterie de ligne

b/ Brigade Georges :
- 52e régiment d'infanterie de ligne
- 58e régiment d'infanterie de ligne, commandé par le colonel Mocquery

- 4e division d'infanterie, commandée par le général Fabre :
a/ Brigade Rapatel :
- 7e régiment d'infanterie de ligne
- 25e régiment d'infanterie de ligne

b/ Brigade d'Héricourt :
- 61e régiment d'infanterie de ligne
- 63e régiment d'infanterie de ligne

Deux brigades et deux divisions de cavalerie :
- Brigade Lavoestine :
- 7e régiment de chasseurs
- 8e régiment de chasseurs

- Brigade Simonneau :
- 4e régiment de chasseurs
- 5e régiment de hussards

- Division Dejean :
a/ Brigade de Rigny :
- 1er régiment de chasseurs
- 2e régiment de hussards

b/ Brigade Latour-Maubourg :
- 5e régiment de dragons
- 10e régiment de dragons, commandé par le colonel de Galz de Malvirade

- Division Gentil de Saint-Alphonse :
a/ Brigade Villate :
- 1er régiment de cuirassiers
- 4e régiment de cuirassiers

b/ Brigade Gusler :
- 9e régiment de cuirassiers
- 10e régiment de cuirassiers

Une cinquième division, dite de réserve, formée à Valenciennes, Lille et Maubeuge :
Elle était commandée par le général Schramm qui avait sous ses ordres les généraux Rullière et Durocheret.
- 4e régiment d'infanterie de ligne ?

Le général Haxo commandait le génie.
Le général Neigre commandait l'artillerie.